# Czarni Bytom

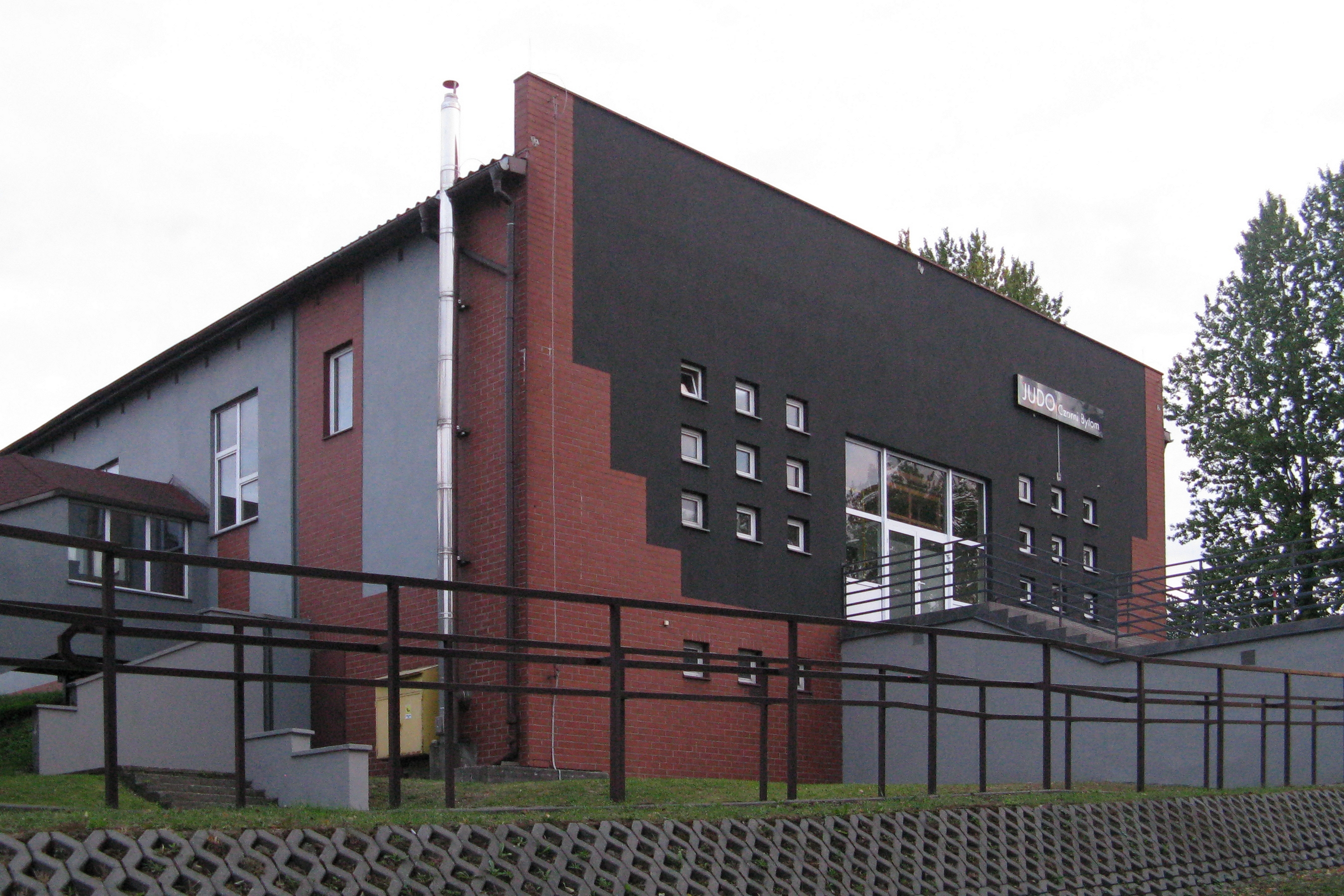
Siedziba klubu (2018)

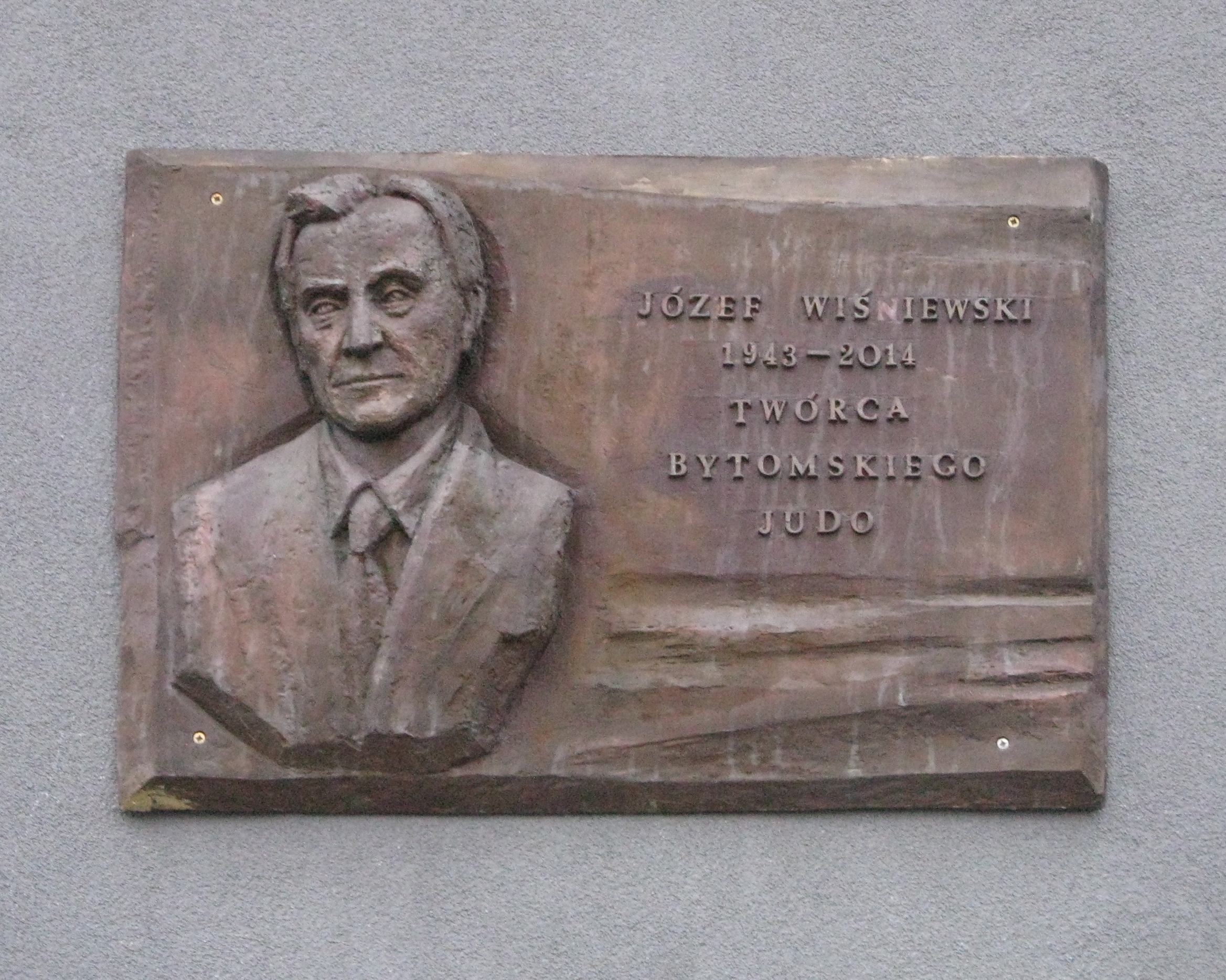
Tablica poświęcona Józefowi Wiśniewskiemu na budynku klubu (2018)

Górniczy Klub Sportowy Czarni Bytom – polski klub sportowy z siedzibą w Bytomiu posiadający w przeszłości m.in. sekcje piłki nożnej, tenisa stołowego, rugby, judo, łucznictwa. Obecnie w klubie funkcjonuje sekcja judo i siedmioosobowa odmiana rugby.

## Sekcja judo
Początki judo w Bytomiu sięgają 1965 roku, kiedy to treningi rozpoczęto pod okiem Józefa Wiśniewskiego, który był trenerem klubu do 1992 roku. Judo stało się sekcją GKS Czarni Bytom z dniem 1 stycznia 1969 roku. Na przestrzeni lat Czarni stali się czołowym polskim klubem judo, wielokrotnym drużynowym mistrzem Polski i wychowawcą wielu indywidualnych mistrzów Polski w każdej kategorii wiekowej. Najbardziej utytułowanym wychowankiem klubu jest dwukrotny złoty medalista olimpijski Waldemar Legień. Innymi olimpijczykami byli Marian Donat, Robert Krawczyk, Przemysław Matyjaszek, Janusz Wojnarowicz, Paweł Zagrodnik. Poza tym zawodnikami klubu byli m.in. Anna Socha, Beata Rainczuk, Magdalena Rainczuk, Paulina Rainczuk, Weronika Rainczuk, Ewa Konieczny, Arleta Podolak, Beata Pacut-Kłoczko.

## Sekcja rugby
Rugbyści Czarnych zdobyli tytuł Mistrza Polski w 1959 roku. Poza tym wywalczyli wicemistrzostwo w 1957 i 1960 roku oraz pięciokrotnie (1958, 1961, 1964, 1965, 1966) byli brązowymi medalistami. Czarni zdobyli także Puchar Polski w 1982 roku.

## Sekcja łucznicza
Historia łucznictwa w Bytomiu sięga końcówki lat 50. XX wieku, gdzie przy TKKF "Orzeł" założono pierwszą sekcję łuczniczą w mieście. Wkrótce sekcja weszła w skład GKS Czarni Bytom. Obecnie kontynuatorem tradycji łuczniczych w Bytomiu jest MLKS Czarna Strzała, która w maju 2001 roku oddzieliła się od Czarnych.

## Sekcja piłki nożnej
Największym osiągnięciem piłkarzy Czarnych jest gra w sezonie 1961/1962 w lidze okręgowej będącej wtedy trzecim poziomem rozgrywkowym. Drużyna wycofała się z rozgrywek po rundzie jesiennej sezonu 2001/2002.